# Coronarctus verrucatus
Espèce
Coronarctus verrucatus est une espèce de tardigrades de la famille des Coronarctidae. 

## Distribution
Cette espèce est endémique de l'océan Atlantique Nord. Elle se rencontre sur le banc des Féroé au Sud-Ouest des îles Féroé entre 249 et 260 m de profondeur.

## Description
La femelle holotype mesure 256 mm sur 90 mm.

## Publication originale
- Hansen, 2007 : The deep sea elements of the Faroe Bank tardigrade fauna with a description of two new species. Journal of Limnology, vol. 66, p. 12-20 (texte intégral).